# Rinorea bullata
Rinorea bullata H.Perrier – gatunek rośliny z rodziny fiołkowatych (Violaceae). Występuje endemicznie w środkowej części Madagaskaru. 

## Morfologia
PokrójZimozielone drzewo lub krzew. Dorasta do 2–3 m wysokości.
LiścieBlaszka liściowa ma odwrotnie jajowato podługowaty kształt. Mierzy 4,5–8,5 cm długości oraz 2,7–3,4 cm szerokości, jest ząbkowana na brzegu, ma tępą nasadę i tępy wierzchołek. Ogonek liściowy jest nagi i ma 2–6 mm długości.
KwiatyZebrane po 5–9 w wierzchotkach wyrastających z kątów pędów. Mają działki kielicha o owalnym kształcie i dorastające do 2 mm długości. Płatki są lancetowate, mają białą barwę oraz 1 mm długości.

## Biologia i ekologia
Rośnie w lasach, na wysokości około 1000 m n.p.m.